# Färlevfjorden
Färlevfjorden er en bifjord til Gullmarsfjorden i det mellemste Bohuslän. Fjordsystemet er dannet ved en brudlinje i klipperne i en grænse mellem gnejs mod syd og granit mod nord. Naturen omkring fjorden varierer mellem stejle klipper lige ned til fjorden, og fladere områder med strande og græsområder. Gullmarsfjorden deler sig i Färlevfjorden og Saltkällefjorden inden øerne Stora Bornö og Lilla Bornö. Färlevfjorden strækker sig forbi byerne Barkedal, Sämstad og Lingatan.
58°25′42″N 11°35′18″Ø / 58.4282°N 11.5883°Ø